# Harry’s Bar

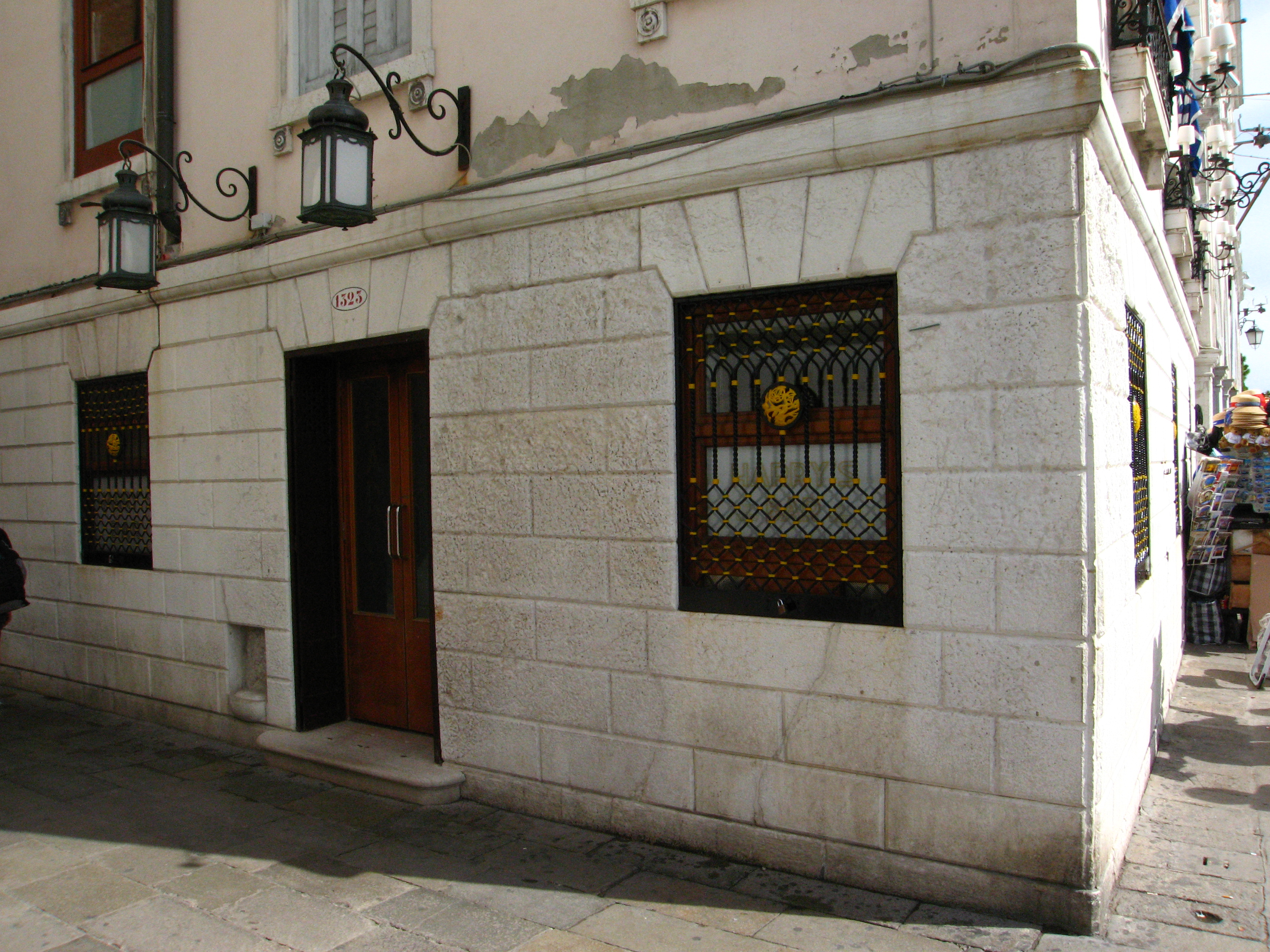
Harry’s Bar i Venedig.

Harry’s Bar är en bar och restaurang i Venedig i Italien grundad 1931. Den fick tidigt ett gott rykte bland kulturpersonligheter. Fastigheten kulturminnesmärktes av italienska kulturdepartementet år 2001.

## Historik
Enligt traditionen arbetade grundaren Giuseppe Cipriani som bartender på Hotel Europa i Venedig och en av stamkunderna var en amerikan som hette Harry Pickering. Harry Pickering beskrivs som student eller playboy som levde i Venedig finansierad av rika släktingar. När han plötsligt slutade besöka hotellets bar frågade bartendern honom om anledningen. Han berättade att släktingarna inte uppskattade hans levnadsvanor, i synnerhet drickandet, och hade strypt pengatillförseln. Giuseppe Cipriani lånade då en större summa pengar till Harry Pickering. Ett par år senare kom Harry Pickering till baren och gav tillbaka pengarna och ytterligare tre till fem gånger summan för att visa sin tacksamhet. Ibland berättas att de var öronmärkta för att starta en bar med namnet Harry’s Bar, och i andra att Giuseppe Cipriani valde att använda pengarna till en egen bar och döpte den efter Harry Pickering som en hyllning.
Baren fick tidigt uppmärksamhet som en bar för kultureliten, i synnerhet den amerikanska, med besökare som Humphrey Bogart, Orson Welles och Peggy Guggenheim. Ernest Hemingway påstods ha ett bord reserverat för lunch dagligen när han bodde i Venedig. Han skrev boken Över floden in bland träden under tiden i Venedig, och det finns scener i boken som utspelar sig på Harry’s Bar.
I låten En stockholmstjej igen sjunger Ulf Lundell om hur det "i Venedig på Harrys Bar hördes amerikanska lyckoskrik".
Drinken Bellini, bestående av prosecco och persikopuré, har tagits fram på Harry’s Bar, och är något av dess signaturdrink. De påstår sig också ha komponerat maträtten Carpaccio, tunt skivad rå oxfilé, efter att en av deras gäster, baronessan Amalia Nani Mocenigo, berättade att hon levde på en diet av rått kött. Både drinken och maträtten bär namn efter italienska renässanskonstnärer, Giovanni Bellini respektive Vittore Carpaccio.
Den har senare expanderat och startade en filial i New York, "Harry Cipriani", som bland annat saluför matvaror och köksredskap.